# Chazeuil (Côte-d'Or)
 Chazeuil  es una población y comuna francesa, en la región de Borgoña, departamento de Côte-d'Or, en el distrito de Dijon y cantón de Selongey.

## Demografía
| 230 | 197 | 168 | 169 | 188 | 201 |
| Para los censos de 1962 a 1999 la población legal corresponde a la población sin duplicidades (Fuente: INSEE [Consultar]) |     |     |     |     |     |